# Erdőskerek

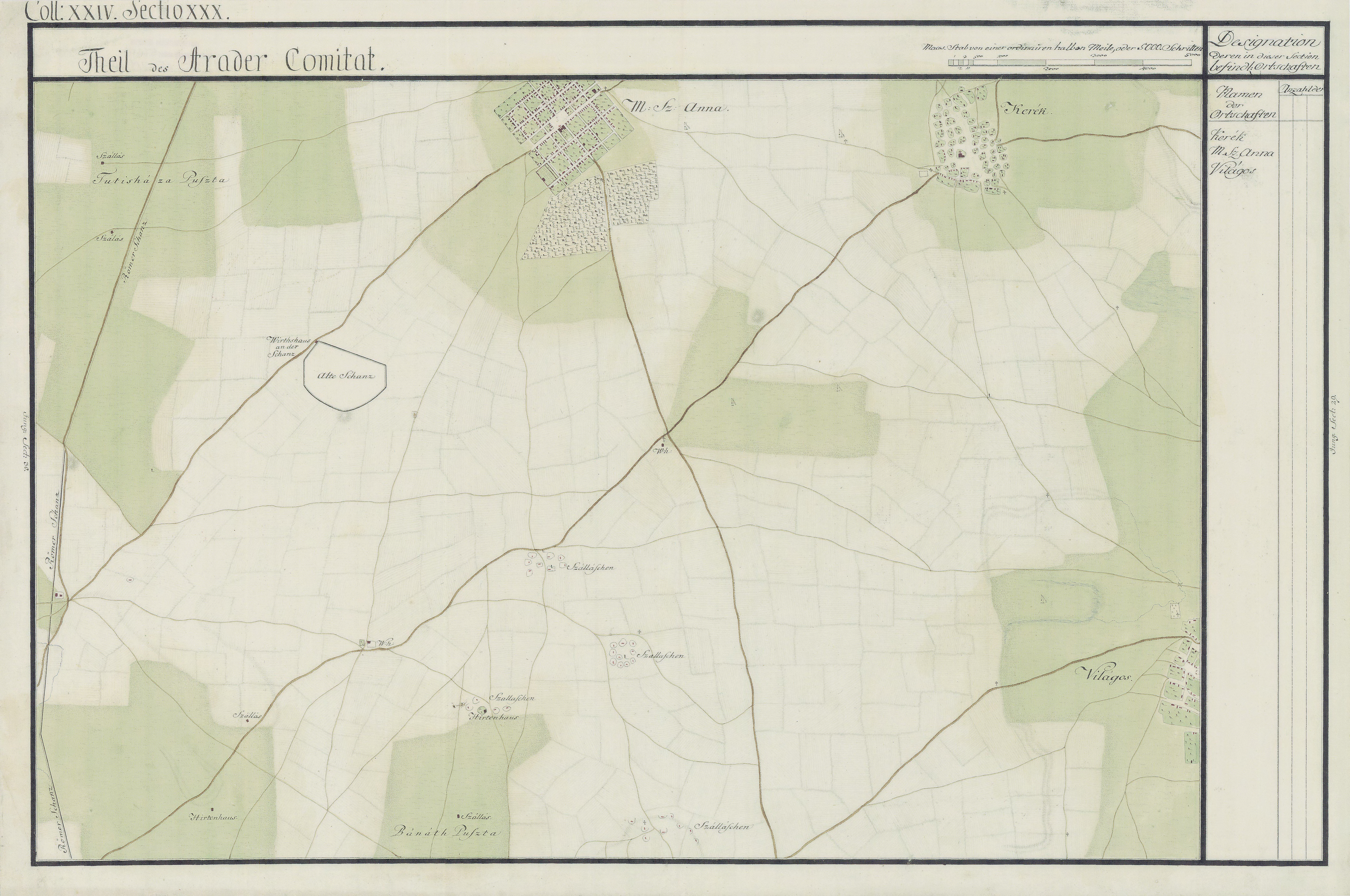
Erdőstelex egy régi térképen

Erdőskerek (Caporal Alexa), település Romániában, a Partiumban, Arad megyében.

## Fekvése
Borosjenőtől délnyugatra, Ószentanna és Pankota közt fekvő település.

## Története
Erdőskerek, Kerek nevét 1334-ben említette először oklevél Kerektou néven. 1335-ben Karacton [Kerectou], 1426-ban Symonkereky, Erdewskerek, 1484-ben Kereky, 1808-ban Kerek, 1913-ban Erdőskerek néven írták.
1851-ben Fényes Elek írta a településről: „Arad vármegyében, rónaságon, 30 katholikus, 1734 óhitü lakossal, s anyatemplommal. Határa 6884 hold, ... Bírja báró Ditrich József.”
1910-ben 2026 lakosából 1831 román, 187 magyar volt. Ebből 1083 görögkeleti ortodox, 152 római katolikus, 25 evangélikus volt.
A trianoni békeszerződés előtt Arad vármegye Világosi járásához tartozott.

## Híres emberek
- Itt született Ștefan Augustin Doinaș (1922–2002) román költő, esszéíró, műfordító.